# 新山陽子
新山 陽子（にいやま ようこ、12月8日 - ）は、日本の元チアリーダー、チアリーディング指導者。トリコロールマーメイズディレクター。チアリーダーとしての登録名はYoko。

## 来歴
大阪府生まれ、神奈川県育ち。幼少時代よりダンスを始め、高校時代はダンス部に所属、東京ダンス&アクターズ専門学校を卒業した。
2008年に横浜ベイスターズ専属チアチーム『diana』に入団しチアリーダーのキャリアをスタート、2010年まで在籍した。翌2011年にレベルの高いスタンツのパフォーマンスを行うためにdianaと交流があった横浜F・マリノス公式チアリーディングチーム『トリコロールマーメイズ』に移籍すると2013年にトップチームに昇格、2021年まで9年間活躍した。
トリコロールマーメイズ時代からチアリーディング指導者としても活動し、神奈川大学チアリーディング部『Wings』のコーチを務めている他、チアリーダー引退後の翌2022年から2024年までトリコロールマーメイズのトップチームアドバイザーを務め、2025年に須須木麻莉子の後任としてトップチームディレクターに就任した。

## 所属チーム
- 2008年-2010年  diana
- 2013年-2021年  トリコロールマーメイズ

## 指導チーム
- 2022年-2024年  トリコロールマーメイズ(アドバイザー)
- 2025年-  トリコロールマーメイズ(ディレクター)